# Sibel Tüzün
Pour les articles homonymes, voir Sibel (homonymie).
Sibel Tüzün (née le 29 septembre 1971 à Istanbul) est une chanteuse pop turque.
Elle a participé au Concours Eurovision de la chanson 2006 où elle a fini 11e.

## Discographie
- Ah Biz Kızlar (1992)
- Nefes nefes Asklar (1995)
- Hayat Buysa Ben Yokum(1998)
- Yine Yalnızım (2002)
- Kırmızı (2003)
- Kıpkırmızı (2004)